# Clara Ottesen
Clara Ottesen (* 30. Oktober 1911 in Halden (Norwegen); † 8. Mai 1997) war eine norwegische Regierungsbeamtin, Ökonomin, Entwicklungsexpertin und Politikerin.

## Leben
Clara Ottesen studierte Wirtschaftswissenschaften an der Universität Oslo und schloss ihr Studium 1938 ab. Sie war als leitende Beamtin in der norwegischen Regierung angestellt und arbeitete für das Ministerium für Versorgung und Wiederaufbau und das Ministerium für soziale Angelegenheiten, bevor sie 1956 zum Ministerium für Familien- und Verbraucherangelegenheiten wechselte. In den 1950er und 1960er Jahren war sie eine wichtige Regierungsbeamtin im Bereich der sozialen Angelegenheiten und der Gleichstellungspolitik in Norwegen. Von 1962 bis 1964 war sie als Entwicklungsexpertin der Vereinten Nationen in Ostpakistan (heute Bangladesch) in Dhaka tätig. Dort arbeitete sie an der Entwicklung von Programmen zur Förderung der Stellung von Frauen in der damaligen pakistanischen Provinz.
Sie war Zweite Vizepräsidentin der Norsk Kvinnesaksforening 1966–1968 und Präsidentin 1968–1972. Von 1967 bis 1973 war sie Vorstandsmitglied der International Alliance of Women. Ab 1971 war sie Vorstandsmitglied der Europäischen Bewegung in Norwegen, die damals vom Außenminister Svenn Stray geleitet wurde.